# 贝尔·穆尔
贝尔·穆尔（英語：Belle Moore，1894年10月23日—1975年3月7日），英国女子游泳运动员，主攻自由泳。她曾代表英国参加1912年夏季奥林匹克运动会游泳比赛，获得女子4×100米自由泳接力金牌。